# Trận đấu giữa Ba Lan và Hungary, năm 1921

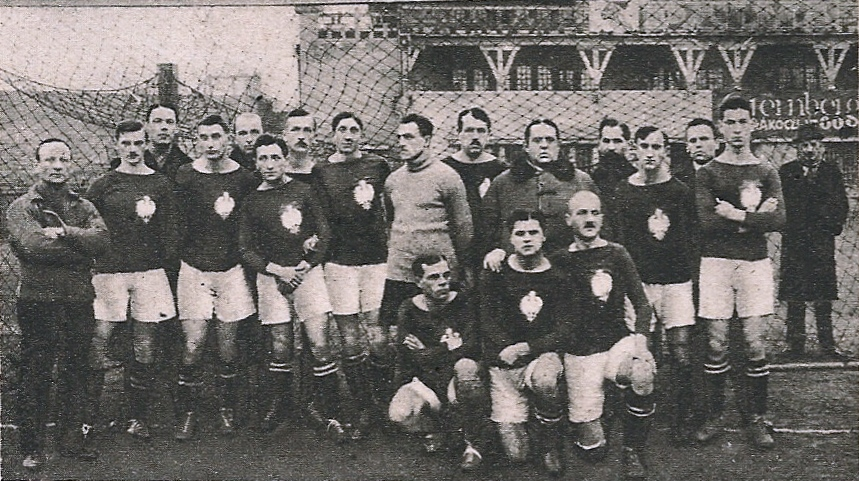
Đội tuyển Ba Lan trước trận đấu lịch sử với Hungary (18 tháng 12 năm 1921 tại Budapest)

Trận đấu giữa Ba Lan và Hungary năm 1921 chính là trận đấu lịch sử của Đội tuyển bóng đá quốc gia Ba Lan trên đấu trường quốc tế. Được biết tới ở Ba Lan là "Trận đấu đầu tiên", mặc dù Hungary là người thắng cuộc, nó đã giúp Ba Lan xây dựng nền bóng đá quốc gia.

## Lịch sử
Ba Lan, một thời là Liên bang Ba Lan và Lietuva kiêu hùng khắp châu Âu, đã bị xóa sổ sau ba lần phân chia Ba Lan bởi Đế quốc Áo, Phổ và Đế quốc Nga suốt 123 năm. Người Ba Lan, với lòng dũng cảm của mình, đã làm mọi cách để đánh trả sự cai trị của Áo, Phổ/Đức và Nga, nhưng suốt một thế kỷ, Ba Lan vẫn không có tên trên bản đồ. Phải mãi tới sau khi Chiến tranh thế giới thứ nhất khép lại năm 1918, Ba Lan mới đòi lại được Tổ quốc.
Nền Đệ Nhị Cộng hòa Ba Lan đã không chỉ tìm cách tổ chức hệ thống Chính phủ non trẻ của mình mà cả tổ chức thể thao quốc gia, trong đó bao gồm cả những đại diện các câu lạc bộ bóng đá của người Ba Lan thời cai trị bởi Nga, Đức và Áo, tập hợp lại. Và từ ngày 20-21 tháng 12 năm 1919, Hiệp hội bóng đá Ba Lan (PZPN) được ra đời.
Tuy vậy, đó không phải là một công việc dễ dàng. Từ 1919 tới 1920, Ba Lan phải đánh nhau với một loạt các lực lượng quân thù khác như chiến tranh Ba Lan-Ukraine, Chiến tranh Nga-Ba Lan, Chiến tranh Ba Lan-Litva, nổi dậy Đại Ba Lan, nổi dậy Silesia và xung đột biên giới Ba Lan-Tiệp Khắc. Trong hoàn cảnh bấy giờ, bóng đá không thể phát triển. Chỉ đến đầu xuân năm 1921, sau khi Ba Lan dần bảo vệ được Tổ quốc khỏi họa xâm lăng từ Nga và hòa bình với các láng giềng lân bang, thì giải vô địch bóng đá Ba Lan mới được khởi tranh. KS Cracovia là đội vô địch đầu tiên của giải đấu.

## Tìm kiếm đối thủ quốc tế
Để gây dựng ảnh hưởng ở châu Âu, Ba Lan buộc phải tìm kiếm các đối thủ tiềm năng cho một trận giao hữu. Tuy nhiên nó lại không dễ dàng do tình trạng xung đột dai dẳng bấy giờ. Bản thân những nước không tham gia xung đột thì lại không có hứng thú để thi đấu do họ không biết mặt đội tuyển Ba Lan như thế nào cả.
Quan chức Ba Lan đã từng có ý định mời Áo thi đấu giao hữu nhưng Áo không trả lời. Pháp và Thụy Điển cũng là hai lựa chọn khác của Ba Lan, nhưng đúng vào cuối năm 1921, Hungary đã nhận lời thi đấu với Ba Lan và để ngỏ một trận giao hữu trước Giáng sinh 1921. Người Ba Lan vui vẻ nhận lời do Hungary, lúc đó, là một đội mạnh. Một số giả thiết cho rằng HLV Jesza Pozsonyi, người Hungary, đã thuyết phục các cầu thủ Hungary thi đấu với Ba Lan, hoặc cũng có thể là do tình bạn lâu năm giữa hai nước.

## Chuẩn bị
Tháng 11 năm 1921, quan chức Ba Lan và HLV Pozsonyi lựa chọn 22 cầu thủ sẽ làm nên đội tuyển Ba Lan đầu tiên. Họ có những sự chuẩn bị làm nóng ở Kraków và sau vài tuần, chỉ có 13 người còn ở lại. Những người đó, vốn hầu như không biết nhau, lên tàu từ 16 tháng 12 và sau 36 tiếng đồng hồ trên những chiếc xe cũ nát, họ tới Budapest. Họ bao gồm:
- Jan Loth - thủ môn (Polonia Warszawa)
- Ludwik Gintel - hậu vệ (Cracovia)
- Artur Marczewski - hậu vệ (Polonia Warszawa)
- Zdzisław Styczeń - tiền vệ (Cracovia)
- Stanisław Cikowski - tiền vệ (Cracovia)
- Tadeusz Synowiec - tiền vệ (Cracovia)
- Stanisław Mielech - tiền đạo (Cracovia)
- Wacław Kuchar - tiền đạo (Pogoń Lwów)
- Józef Kałuża - tiền đạo (Cracovia)
- Marian Einbacher - tiền đạo (Warta Poznań)
- Leon Sperling - tiền đạo (Cracovia)

Ngoài ra còn có hai cầu thủ trên ghế dự bị:
- Stefan Loth - (Polonia Warszawa)
- Mieczysław Batsch - (Pogoń Lwów)

Bên cạnh tuyển Ba Lan sơ khai còn có HLV Pozsonyi, chủ tịch PZPN Edward Cetnarowski và giáo sư Jan Weyssenhof cùng một số nhà báo khác.

## Trận đấu
Trận đấu bắt đầu vào ngày 18 tháng 12 năm 1921 trên sân Hungaria. Với người Hungary, đó chỉ là một trận giao hữu bình thường, do họ đã chơi hơn 80 trận từ 1902 nên không có gì đặc biệt. Với người Ba Lan, đó lại là 90 phút lịch sử, khi 11 cầu thủ ra sân với chiếc áo khoác trên mình quốc huy Ba Lan.
Khán giả hóa ra lại không hào hứng với nó lắm. Chỉ có 8.000 khán giả xuất hiện, thực sự là khá đáng quên do những trận đấu trước của Hungary thường phải có ít nhất 30.000 khán giả tới sân. Thời tiết lúc đó lại rất tệ, và sân thì gồ ghề. Thành ra, mặt cỏ trên sân khá ẩm ướt và đầy bùn, tạo lợi thế cho tuyển Ba Lan. Hungary vốn nổi tiếng với lối đá nhanh bấy giờ, không thể phát huy hết sức mạnh của mình.
Phút 18, Jenő Szabó ghi bàn duy nhất cho Hungary, và cũng sẽ là tỷ số chung cuộc. Karoly Fogl bỏ lỡ một quả phạt đền ở phút 41. Theo những người xem bấy giờ, Hungary đã có thể ghi bàn nhiều hơn thế, nhưng thủ môn Ba Lan đã có một trận đấu xuất thần.
Trọng tài người Séc gốc Đức, Karl Grätz, thổi còi kết thúc 90 phút bóng lăn. Với Hungary, họ lại dành thêm chiến thắng. Nhưng với Ba Lan, đó là thời khắc lịch sử, khi họ đã không thua đậm trước một đội bóng hùng mạnh bấy giờ, và đã giúp xây dựng hình ảnh bóng đá nước nhà sau này.